# Edmund Wenström
Oscar Edmund Wenström, född 8 januari 1845 i Stockholm, död 4 augusti 1902 i Visby, var en svensk lexikograf. 
År 1899 blev han adjunkt i moderna språk i Visby. Edmund Wenström är begravd på Östra kyrkogården i Visby. Han var son till prästen Carl Edmund Wenström och kusin med trefassystemets uppfinnare Jonas Wenström.